# Evropski komisar za zdravje in varnost hrane
Evropski komisar za zdravje in dobrobit živali je član Evropske komisije, zadolžen za zdravstvo, varnost hrane, zdravje živali in rastlin.

## O komisariatu
V teku prve komisije Manuela Barrosa, je bil takratni resor za zdravje in varstvo potrošnikov dodeljen ciprčanu Markosu Kyprianou, 1. januarja 2007 pa mu je ob vstopu Bolgarije v Evropsko unijo ostal le resor za zdravje, saj je bilo varstvo potrošnikov dodeljeno novi bolgarski komisarki Megleni Kunevi. Generalni direktorat je še vedno združen s komisariatom. 
Ime položaja se je bilo med I. komisijo Ursulo von der Leyen evropski komisar za zdravje in varnost hrane, II. komisiji Ursule von der Leyen pa evropski komisar za zdravje in dobrobit živali. 

## Seznam komisarjev
| #   | Ime                                        | Država              | Mandat                             | Predsednik komisije  | Opomba                                         |
| --- | ------------------------------------------ | ------------------- | ---------------------------------- | -------------------- | ---------------------------------------------- |
| 1   | Richard Burke                              | Irska               | 1977–1981                          | Roy Jenkins          |                                                |
| 2   | Karl-Heinz Narjes                          | Zahodna Nemčija     | 1981–1985                          | Gaston Thorn         |                                                |
| 3   | Stanley Clinton Davis                      | Združeno kraljestvo | 1985–1988                          | Jacques Delors       |                                                |
| 4   | Grigoris Varfis                            | Grčija              | 1985–1989                          | Jacques Delors       |                                                |
| 5   | Karel Van Miert                            | Belgija             | 1989–1992                          | Jacques Delors       |                                                |
| 6   | Christiane Scrivener                       | Francija            | 1992–1994                          | Jacques Delors       |                                                |
| 7   | Emma Bonino                                | Italija             | 1995–1999                          | Jacques Santer       |                                                |
| 8   | David Byrne                                | Irska               | 1999–2004                          | Romano Prodi         |                                                |
| 9   | Pavel Telička                              | Češka               | 2004                               | Romano Prodi         |                                                |
| 10  | Markos Kyprianou                           | Ciper               | 2004–2010                          | Mannuel Barroso      | samo za zdravje                                |
| 11  | Androulla Vassiliou                        | Ciper               | 2008–2010                          | Mannuel Barroso      | samo za zdravje                                |
| 12  | John Dalli                                 | Malta               | 2012                               | Mannuel Barroso      |                                                |
| 13  | Maroš Šefčovič                             | Slovaška            | 2012–2014                          | Mannuel Barroso      | vršilec dolžnosti                              |
| 14  | Tonio Borg                                 | Malta               | 2013–2014                          | Mannuel Barroso      |                                                |
| 15  | Neven Mimica Stranka evropskih socialistov | Hrvaška             | 2010–2014                          | Mannuel Barroso      |                                                |
| 16  | Vytenis Andriukaitis                       | Litva               | 2014−2019                          | Jean-Claude Juncker  |                                                |
| 17. | Stella Kyriakidou                          | Ciper               | 1. december 2019–30. november 2024 | Ursula von der Leyen | Evropska komisarka za zdravje in varnost hrane |
| 18. | Olivér Várhelyi                            | Madžarska           | 1. december 2024−                  | Ursula von der Leyen | Evropski komisar za zdravje in dobrobit živali |